# Heracleum dissectifolium
Heracleum dissectifolium är en flockblommig växtart som beskrevs av Kun Tsun Fu. Heracleum dissectifolium ingår i släktet lokor, och familjen flockblommiga växter. Inga underarter finns listade i Catalogue of Life.